# Pteromalus pontaniae
Pteromalus pontaniae är en stekelart som beskrevs av Askew 1985. Pteromalus pontaniae ingår i släktet Pteromalus och familjen puppglanssteklar.
Artens utbredningsområde är:
- Österrike.
- Norge.
- Sverige.

Arten är reproducerande i Sverige. Inga underarter finns listade i Catalogue of Life.